# Helophorus orientalis
Helophorus orientalis är en skalbaggsart som beskrevs av Victor Ivanovitsch Motschulsky 1860. Helophorus orientalis ingår i släktet Helophorus och familjen halsrandbaggar. Inga underarter finns listade i Catalogue of Life.